# 侏儒皇冠蛇屬
侏儒皇冠蛇屬（學名：Cacophis）是蛇亞目眼鏡蛇科下的一個有毒蛇屬，主要包括分布於澳洲的一種有毒眼鏡蛇。目前共有4個品種已被確認。侏儒皇冠蛇為樹棲蛇類，多棲身於樹林之中。牠們屬於夜行蛇，並以蜥蜴及其它爬蟲類動物的蛋為主要食糧。

## 外部連結
- （英文）澳洲政府：澳洲動物指南[永久]
- Swan G：《A Photographic Guide to Snakes & other Reptiles of Australia》，悉尼：New Holland，1995年。ISBN 1-85368-585-2